# Köpingsviks landskommun
Köpingsviks landskommun var en tidigare kommun på mellersta Öland i Kalmar län.

## Administrativ historik
Kommunen bildades vid storkommunreformen 1952 av de tidigare kommunerna Alböke landskommun, Bredsätra landskommun, Egby landskommun, Föra landskommun, Köpings landskommun och Löts landskommun.
Den 1 januari 1956 överfördes från Köpingsviks landskommun och Köpings församling till Borgholms stad och Borgholms församling ett område med 102 invånare och omfattade en areal av 1,11 km², varav allt land.
Den upplöstes redan 1 januari 1969, då dess område gick upp i Borgholms stad som 1971 blev Borgholms kommun.
Kommunkoden var 0837.

### Kyrklig tillhörighet
I kyrkligt hänseende tillhörde landskommunen de sex församlingarna Alböke, Bredsättra, Egby, Föra, Köping och Löt.

## Befolkningsutveckling
| Befolkningsutvecklingen i Köpingsviks landskommun 1951–1967                                      | Befolkningsutvecklingen i Köpingsviks landskommun 1951–1967 | Befolkningsutvecklingen i Köpingsviks landskommun 1951–1967 | Befolkningsutvecklingen i Köpingsviks landskommun 1951–1967 | Befolkningsutvecklingen i Köpingsviks landskommun 1951–1967 |
| ------------------------------------------------------------------------------------------------ | ----------------------------------------------------------- | ----------------------------------------------------------- | ----------------------------------------------------------- | ----------------------------------------------------------- |
|                                                                                                  |                                                             |                                                             |                                                             |                                                             |
| År                                                                                               |                                                             |                                                             | Folkmängd                                                   |                                                             |
| 1951                                                                                             | 1951                                                        |                                                             | 3 017                                                       |                                                             |
| 1955                                                                                             | 1955                                                        |                                                             | 2 780                                                       |                                                             |
| 1960                                                                                             | 1960                                                        |                                                             | 2 553                                                       |                                                             |
| 1965                                                                                             | 1965                                                        |                                                             | 2 364                                                       |                                                             |
| 1967                                                                                             | 1967                                                        |                                                             | 2 229                                                       |                                                             |
| Anm: Befolkning den 31 december enligt den administrativa indelningen den 1 januari följande år. |                                                             |                                                             |                                                             |                                                             |

## Geografi
Köpingsviks landskommun omfattade den 1 januari 1952 en areal av 209,68 km², varav 208,33 km² land.

### Tätorter i kommunen 1960
I Köpingsviks landskommun fanns tätorten Köpingsvik, som hade 206 invånare den 1 november 1960. Tätortsgraden i kommunen var då 8,1 procent.

## Politik

### Mandatfördelning i valen 1950-1966
| 7 | 6 | 22 |

| 35 |

| 5 | 6 | 22 | 2 |

| 35 |

| 5 | 6 | 23 |  |

| 35 |

| 5 | 22 | 2 | 6 |

| 35 |

| 5 | 21 | 2 | 7 |

| 34 |